# Hugh Ford
Hugh Ford (Washington, 5 febbraio 1868 – 1952) è stato un regista e sceneggiatore statunitense che proveniva dal teatro.

## Biografia
Nato nel 1868, lavorò in teatro come regista e produttore. Il suo nome appare sui programmi degli spettacoli di Broadway sin dal 1906.
Si avvicinò al cinema nei primi anni dieci del Novecento, lasciando momentaneamente il teatro. Lavorò esclusivamente all'epoca del cinema muto: diresse, tra il 1913 e il 1921, trentun pellicole, spesso collaborando con Edwin S. Porter. Girò numerosi film di cui fu protagonista la famosa attrice Pauline Frederick. Ford fu anche sceneggiatore e, nello stesso periodo, firmò diciannove film tra soggetti e sceneggiature. Il suo ultimo film, del 1921, fu The Great Day, una co-produzione tra Regno Unito e USA.
Ford, poi, ritornò al teatro dove diresse attori come Mary Boland, Leslie Howard, Mary Nash. Nel 1922, mise in scena e produsse Merton of the Movies, una commedia che restò in cartellone per quasi quattrocento recite. Scrisse il libretto per il musical The Bunch and Judy che aveva nel cast Adele e Fred Astaire.

## Filmografia

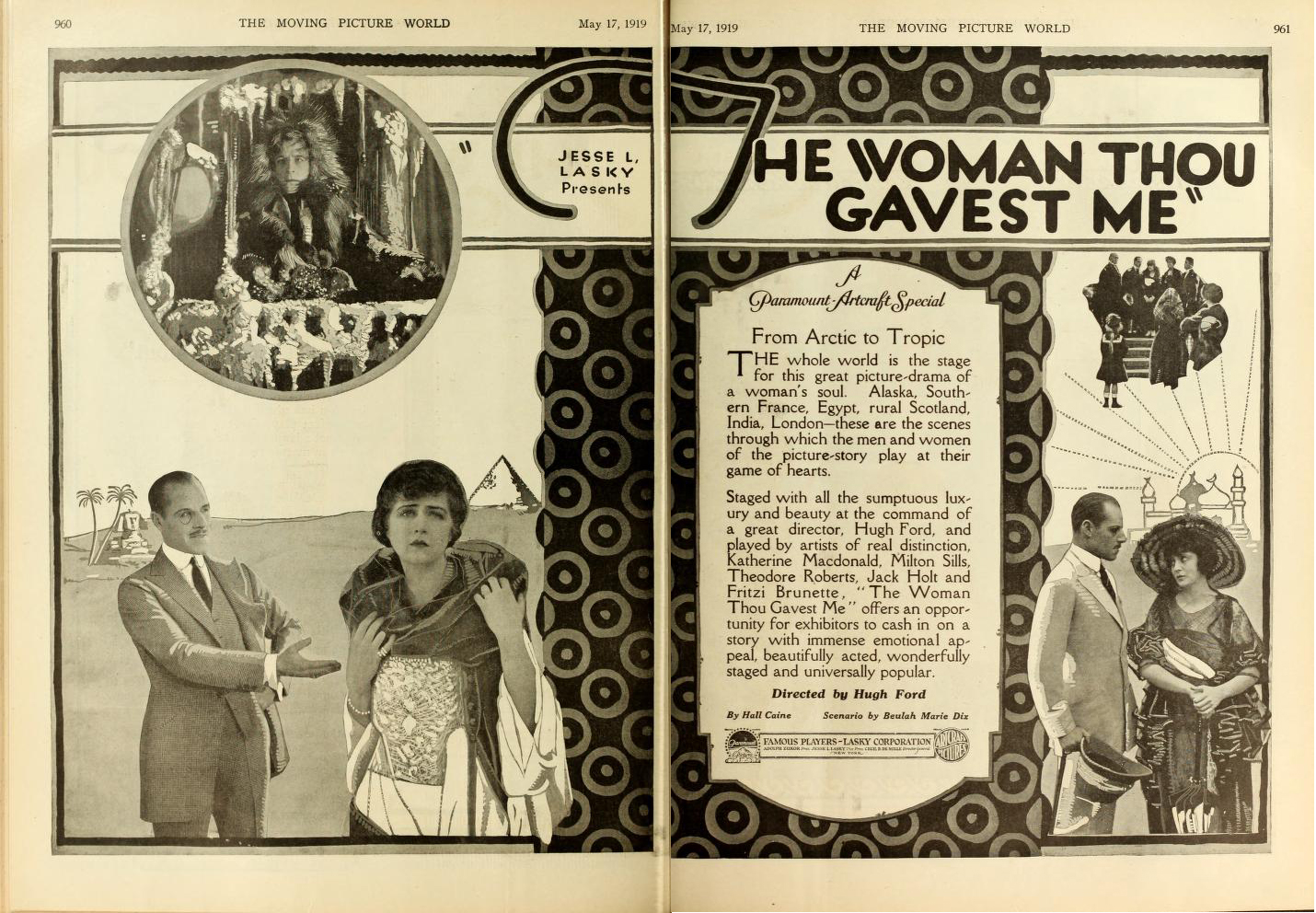
Pubblicità (1919)

La filmografia, secondo IMDb, è completa.

### Regista
- The Prisoner of Zenda, co-regia di Edwin S. Porter (1913)
- Such a Little Queen, co-regia di Edwin S. Porter (1914)
- The Crucible, co-regia di Edwin S. Porter (1914)
- The Morals of Marcus, co-regia Edwin S. Porter (1915)
- Niobe, co-regia Edwin S. Porter (1915)
- When We Were Twenty-One, co-regia di Edwin S. Porter (1915)
- The Eternal City, co-regia di Edwin S. Porter (1915)
- Sold, co-regia di Edwin S. Porter (1915)
- Poor Schmaltz  (1915)
- The White Pearl, co-regia di Edwin S. Porter (1915)
- Zaza, co-regia di Edwin S. Porter (1915)
- Bella donna, co-regia di Edwin S. Porter (1915)
- The Prince and the Pauper, co-regia di Edwin S. Porter (1915)
- Lydia Gilmore, co-regia di Edwin S. Porter (1915)
- The Woman in the Case (1916)
- The Slave Market (1917)
- Sapho (1917)
- Povero cuore (Sleeping Fires) (1917)
- Seven Keys to Baldpate (1917)
- Mrs. Dane's Defense (1918)
- The Danger Mark (1918)
- Mrs. Wiggs of the Cabbage Patch (1919)
- The Woman Thou Gavest Me (1919)
- La spia (Secret Service) (1919)
- In Mizzoura (1919)
- His House in Order (1920)
- Lady Rose's Daughter (1920)
- Civilian Clothes (1920)
- The Price of Possession  (1921)
- The Call of Youth (1921)
- The Great Day (1921)

### Sceneggiatore
- The Prisoner of Zenda, regia di Edwin S. Porter e Hugh Ford (1913)
- Such a Little Queen, regia di Edwin S. Porter e Hugh Ford (1914)
- The Crucible, co-regia di Edwin S. Porter (1914)
- Jim the Penman, regia di Edwin S. Porter (1915)
- Still Waters, regia di J. Searle Dawley (1915)
- The Prince and the Pauper, regia di Hugh Ford e Edwin S. Porter (1915)
- The Old Homestead, regia di James Kirkwood (1915)
- Lydia Gilmore, regia di Hugh Ford e Edwin S. Porter (1915)
- Mice and Men, regia di J. Searle Dawley (1916)
- Diplomacy, regia di Sidney Olcott (1916)
- Molly Make-Believe, regia di J. Searle Dawley (1916)
- The Innocent Lie, regia di Sidney Olcott - storia (1916)
- The Moment Before, regia di Robert G. Vignola (1916)
- The Red Widow, regia di James Durkin - scenario (1916)
- Saints and Sinners, regia di James Kirkwood - scenario (1916)
- Silks and Satins, regia di J. Searle Dawley - sceneggiatura (1916)
- Little Lady Eileen, regia di J. Searle Dawley (1916)
- Sapho, regia di Hugh Ford (1917)
- Povero cuore (Sleeping Fires), regia di Hugh Ford (1917)
- His House in Order, regia di Hugh Ford (1920)

## Spettacoli teatrali
- The Vanderbilt Cup (Broadway, 16 gennaio 1906)
- The Vanderbilt Cup (Broadway, 7 gennaio 1907)
- Salomy Jane (Broadway, 19 gennaio 1907)
- Genesee of the Hills (Broadway, 11 febbraio 1907)
- The Dawn of a Tomorrow (Broadway, 25 gennaio 1909)
- The Deep Purple (Broadway, 9 gennaio 1911)
- The Garden of Allah (Broadway, 21 ottobre 1911)
- Alias Jimmy Valentine (Broadway, 8 dicembre 1921)
- Merton of the Movies, di George S. Kaufman e Marc Connelly (Broadway, 13 novembre 1922)
- The Romantic Age (Broadway, 14 novembre 1922)
- The Bunch and Judy, di Anne Caldwell e Hugh Ford (Broadway, 28 novembre 1922)
- Aren't We All?, di Frederick Lonsdale (Broadway, 21 maggio 1923)
- Home Fires, di Owen Davis (Broadway, 20 agosto 1923)
- The Deep Tangled Wildwood, di George S. Kaufman e Marc Connelly (Broadway, 5 novembre 1923)
- Diana, di Irving Kaye Davis (Broadway, 9 dicembre 1929)
- The Budget, di Robert Middlemass (Broadway, 20 settembre 1932)